# Irumuinae
Irumuinae – podrodzina kosarzy z podrzędu Laniatores i rodziny Assamiidae zawierająca 6 opisanych gatunków. 

## Występowanie
Kosarze te występują w strefie tropikalnej w Afryce.

## Systematyka
Podrodzina zawiera 6 gatunków zgrupowanych w 5 rodzajach:
Rodzaj: Irumua Roewer, 1961
- Irumua caeca Roewer, 1961
- Irumua bifurcata Kauri, 1989

Rodzaj: Machadoessa Lawrence, 1951
- Machadoessa inops Lawrence, 1951

Rodzaj Mutadia Kauri, 1985
- Mutadia bifurcata H. Kauri, 1985

Rodzaj: Numipedia Kauri, 1985
- Numipedia subterranea H. Kauri, 1985

Rodzaj: Typhlobunus Roewer, 1915
- Typhlobunus troglodytes Roewer, 1915